# Кырымбетский сельский округ
Кырымбетский сельский округ (каз. Қырымбет ауылдық округі) — административная единица в составе района имени Габита Мусрепова Северо-Казахстанской области Казахстана. Административный центр — село Кырымбет.
Население — 756 человек (2009, 1297 в 1999, 2299 в 1989).

## История
Ранее сельский округ назывался Калмаккольским сельским советом и центром было село Калмакколь. Калмаккольский сельский совет образован указом Президиума Верховного Совета Казахской ССР 31 июля 1956 года. Решением Кокчетавского облисполкома от 30 декабря 1990 года переименован в Кырымбетский сельский совет. 24 декабря 1993 года решением главы Кокчетавской областной администрации образован Кырымбетский сельский округ.
В состав сельского округа вошла территория ликвидированного Сокологоровского сельского совета (сёла Сокологоровка, Мищенка). Сёла Калмакколь и Шагалалы были ликвидированы, село Мищенка было ликвидировано в 2013 году.

## Состав
В состав округа входят такие населенные пункты:
| Населенный пункт    | Население, человек (1989) | Население, человек (1999) | Население, человек (2009) |
| ------------------- | ------------------------- | ------------------------- | ------------------------- |
| Калмакколь, село    | 131                       | -                         | -                         |
| Кырымбет, село      | 961                       | 545                       | 291                       |
| Мищенка, село       | 164                       | 85                        | -                         |
| Сокологоровка, село | 926                       | 667                       | 465                       |
| Шагалалы, село      | 117                       | -                         | -                         |